# Gare de Tangen
La gare de Tangen est une gare ferroviaire de la ligne de Dovre. La gare se trouve dans le village de Tangen situé dans la commune de Stange, à côté du lac Mjøsa. La gare se trouve à 101,77 km d'Oslo.

## Situation ferroviaire
Établie à 164 mètres d'altitude, la gare de Tangen est située au point kilométrique (PK) 101,77 de la ligne de Dovre, entre les haltes fermées de Skaberud et de Fansrud,.

## Histoire
La gare, dès son ouverture le 8 novembre 1880, a eu le statut de gare ferroviaire. La gare a été automatisée en 1965 et n'a plus de personnel sur place depuis 1995. Des travaux ont eu lieu en 2010 afin de moderniser les quais,.

## Service des voyageurs

### Accueil
La gare possède un parking de 76 places dont 2 pour les personnes à mobilité réduite ainsi que d'un parking à vélo. La gare a une salle d'attente ouverte de 4h30 à 20h30 du lundi au dimanche.

### Desserte
La gare est desservie par une seule ligne qui est une ligne moyenne distance.
- R10 : Drammen-Oslo-Lillehammer[2].

### Intermodalité
Un arrêt de bus se trouve à proximité de la gare.